# John Berry (gitarzysta)
John Berry, właśc. John Berry IV (ur. 29 sierpnia 1963 w Nowym Jorku, zm. 19 maja 2016 w Danvers, w stanie Massachusetts) – amerykański gitarzysta, współzałożyciel i pomysłodawca nazwy zespołu Beastie Boys.

## Życiorys
Urodził się 29 sierpnia 1963 w Nowym Jorku, jako syn John Berry’ego III]. Uczęszczał do Walden School w Nowym Jorku, gdzie poznał Mike’a Diamonda. Wspólnie z grającą na perkusji Kate Schellenbach (później w Luscious Jackson) oraz gitarzystą basowym Jeremym Shatanem stworzyli w 1979 The Young Aborigines. W zespole grającym muzykę hardcore Diamond śpiewał, a Berry grał na gitarze. Po jakimś czasie Shatan odszedł z zespołu, a nowym gitarzystą basowym został Adam Yauch. Wkrótce, w lipcu 1981 zespół zmienił nazwę na Beastie Boys, której to pomysłodawcą nazwy zespołu był Berry. Zespół grał wówczas muzykę punk i hardcore. W 1982 brał udział w nagrywaniu pierwszego minialbumu zespołu Pollywog Stew. Miał wówczas problemy z narkotykami,  wkrótce potem opuścił Beastie Boys.
Grał później w różnych, głównie punkowych, zespołach, m.in.: Even Worse, Big Fat Love, Highway Stars czy Bourbon Deluxe.
Mimo że współpraca Berry’ego z Beastie Boys była krótkotrwała, to wywarł spory wpływ na zespół, a jego zasługi były wspominane, również podczas uroczystości przyjęcia Beastie Boys do Rock and Roll Hall of Fame.
Cierpiał na otępienie czołowo-skroniowe i przebywał w hospicjum w Danvers, gdzie zmarł 19 maja 2016 w wieku 52 lat.